# McGregor, Texas
McGregor är en ort i Coryell County, och McLennan County, i Texas. Vid 2020 års folkräkning hade McGregor 5 321 invånare.